# Cazères
Cazères is een gemeente in het Franse departement Haute-Garonne (regio Occitanie). De plaats maakt deel uit van het arrondissement Muret. In de gemeente ligt spoorwegstation Cazères. Cazères telde op 1 januari 2022 4.818 inwoners.

## Geografie
De oppervlakte van Cazères bedroeg op 1 januari 2022 19,55 vierkante kilometer; de bevolkingsdichtheid was toen 246,4 inwoners per km².

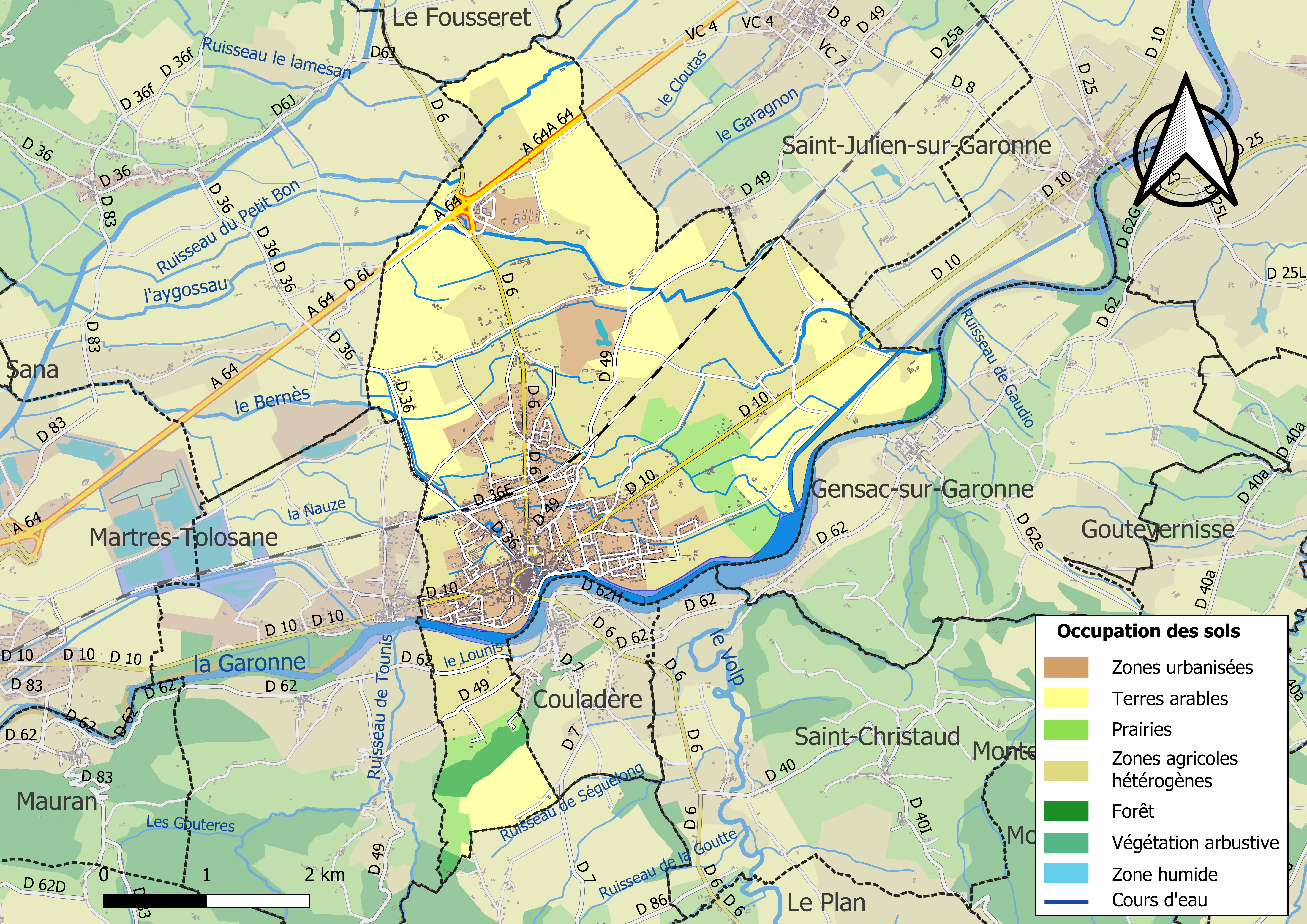
Kaart van de gemeente met belangrijkste infrastructuur, bodemgebruik en omliggende gemeenten

## Demografie
Onderstaande figuur toont het verloop van het inwonertal (bron: INSEE-tellingen).

## Sport
Cazères was op 5 september 2020 startplaats van de achtste etappe van de wielerkoers Ronde van Frankrijk naar Loudenvielle. Deze etappe werd gewonnen door de Fransman Nans Peters.